# American Locomotive Company
A American Locomotive Company foi uma das maiores fabricantes de locomotivas do mundo. Popularmente conhecida pela sigla ALCO, foi fundada em Schenectady, New York em 1901 e foi extinta em 1969, inicialmente especializada na produção de locomotivas mas que depois diversificou e fabricou em vários momentos geradores a diesel, automóveis, aço, veículos militares de combate, munições, equipamentos para produção de petróleo, como também trocadores de calor para usinas nucleares.

A companhia surgiu da junção de sete outras fabricantes de locomotivas e a Schenectady Locomotive Engine Manufactory. Entre 1905 e 1913 foi criada uma subsidiária denominada "American Locomotive Automobile Company", que desenvolvia e fabricava automóveis sob a marca Alco. A ALCO também produziu reatores nucleares de 1954 até 1962

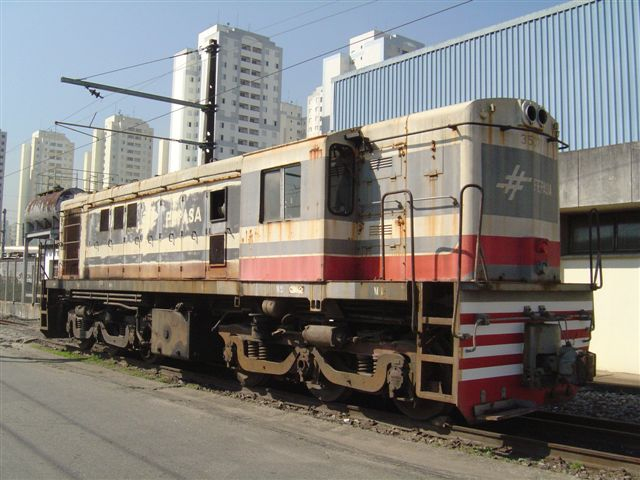
Locomotiva ALCO RSD-8, fabricada na década de 1950

### Automóveis Alco (1906-1913)
A empresa diversificou-se para o negócio automobilístico em 1906, produzindo sob licença modelos da empresa francesa Berliet. A produção alocada na Alco de Rhode Island, dois anos depois os modelos licenciados Berliet foram abandonados, e a companhia iniciou a produção de modelos de design próprios. Um modelo de corrida Alco venceu a Copa Vanderbilt nos anos de 1909 e 1910 respectivamente e competiu nas primeiras 500 milhas de Indianápolis em 1911, pilotado em todas estas ocasiões por Harry Grant.

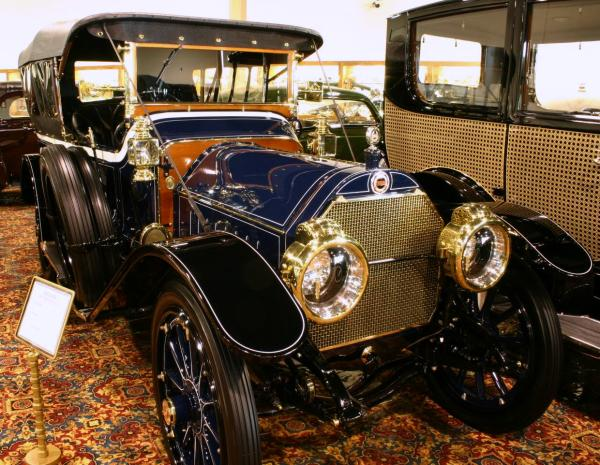
Um ALCO Six Judkins Touring de 1912.
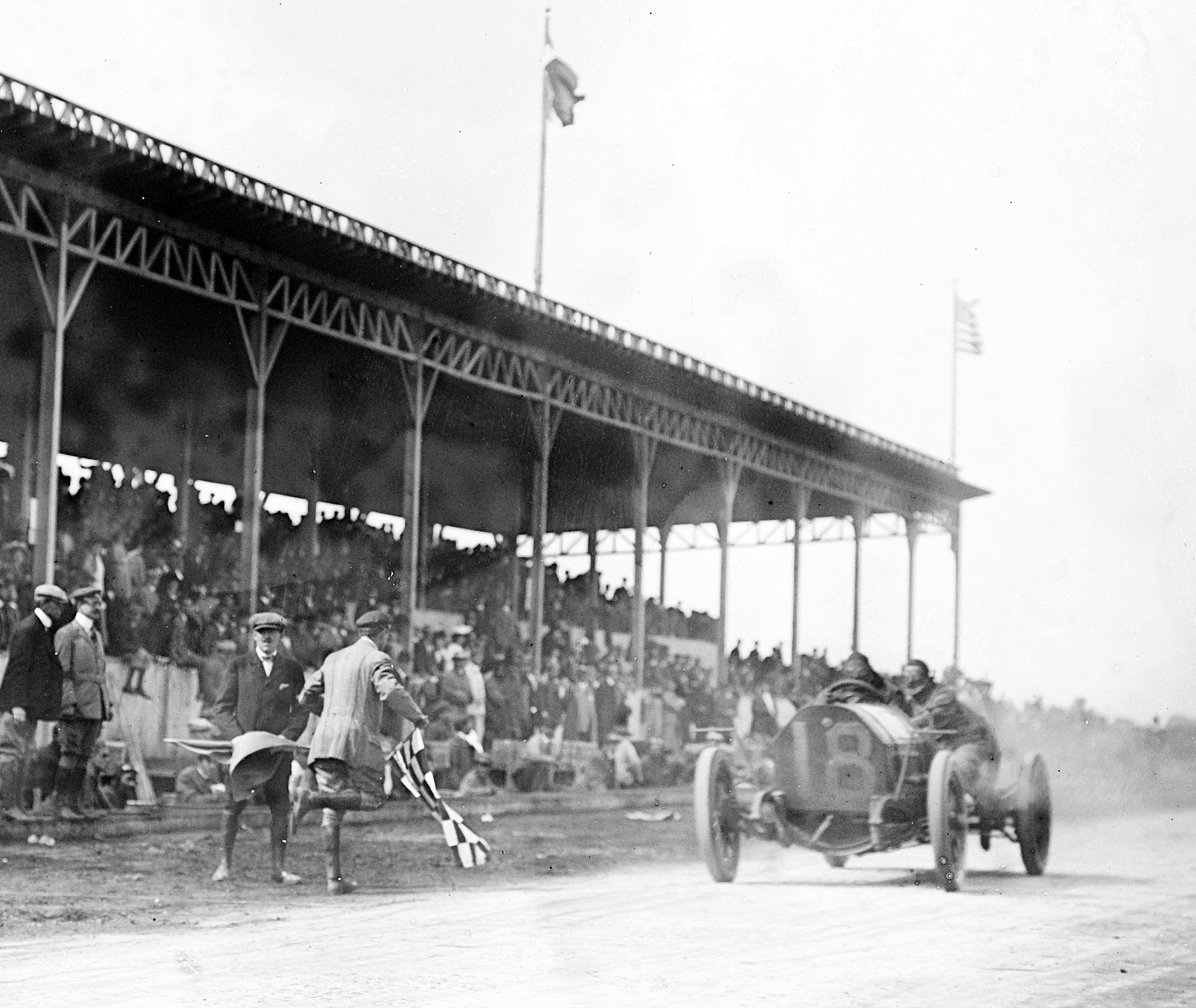
O Alco Six de corrida dirigido por Harry Grant na linha de chagada da Copa Vanderbilt de 1910.

O empreendimento automotivo da ALCO não era lucrativo e eles abandonaram a fabricação de automóveis em 1913. A história automobilística da Alco é notável principalmente como um passo na carreira automotiva de Walter P. Chrysler, que trabalhou como gerente da fábrica. Em 1911 ele trocou a Alco pela Buick em Detroit, Michigan, onde posteriormente fundou a Chrysler Corporation em 1925.